# 5444 Gautier
5444 Gautier eller 1991 PM8 är en asteroid i huvudbältet som upptäcktes den 5 augusti 1991 av den amerikanske astronomen Henry E. Holt vid Palomarobservatoriet. Den är uppkallad efter den franske astronomen Daniel Gautier.
Asteroiden har en diameter på ungefär 4 kilometer och den tillhör asteroidgruppen Euterpe.